# Route nationale 534
Pour les articles homonymes, voir Route 534.
La route nationale 534 ou RN 534 était jusqu'en 2006 une route nationale française reliant Guilherand-Granges à Valence Sud. Elle a été transférée aux départements de l'Ardèche et de la Drôme. Elle est ainsi devenue la RD 96.
Avant la réforme de 1972, la RN 534 reliait Lamastre à Tournon-sur-Rhône. Elle a été déclassée en RD 534.

## Ancien tracé de Lamastre à Tournon-sur-Rhône
- Lamastre
- Le Crestet
- Saint-Barthélemy-le-Plain
- Tournon-sur-Rhône